# Nazionale Lombardia FBC
Nazionale Lombardia Foot-Ball Club, zkráceně jen Nazionale Lombardia byl italský fotbalový klub, sídlící ve městě Milán z regionu Lombardie.
Klub byl založen v roce 1911 jako Circolo Sportivo San Marco. O rok později se klub sloučil s dvěma malými kluby z Milána Nazionale FC a AC Lombardia a byl tak založen klub Nazionale Lombardia FBC. Již v první sezoně vyhráli svou skupinu ve 2. lize a postoupili tak do nejvyšší ligy.
První sezona v nejvyšší lize byla v sezoně 1913/14 a hráli ji do  sezony 1920/21. Poté klub vystoupil s FIGC a přestal fotbalově existovat.

## Změny názvu klubu
- 1911 – Circolo Sportivo San Marco (CS San Marco)
- 1912/13 – 1920/21 – Nazionale Lombardia Foot-Ball Club (Nazionale Lombardia FBC)